# Seznam ameriških smučarjev
Seznam ameriških smučarjev.

## A
- Michael Ankeny
- Erik Arvidsson

## B
- Bryce Bennett
- Thomas Biesemeyer
- Kevin Bramble
- Will Brandenburg
- Nina O Brien

## C
- Keely Cashman
- David Chodounsky
- Charles Christianson
- Kieffer Christianson
- Kirsten L. Clark
- James Cochran
- Jimmy Cochran
- Ryan Cochran-Siegle
- Dustin Cook
- Stacey Cook
- Christin Cooper
- Haley Cutler

## D
- Nick Daniels
- Jessie Diggins
- Hailey Duke
- Samuel Dupratt
- Dick Durrance

## E
- Mark Engel
- Alf Engen
- Stein Eriksen

## F
- Jakub Fiala
- Erik Fisher
- Chad Fleischer
- Julia Ford
- Tommy Ford
- Gretchen Fraser

## G
- Travis Ganong
- Abby Ghent
- AJ Ginnis
- Bridger Gile
- Jared Goldberg
- Colby Granstrom
- Will Gregorak

## H
- Katie Hensien
- A J Hurt

## J
- Bill Johnson
- Breezy Johnson
- Tim Jitloff

## K
- Nolan Kasper
- Robby Kelley
- Tim Kelley
- Jill Kinmont
- A.J. Kitt
- Kristina Koznick
- Nicholas Krause

## L
- Caroline Lalive
- T.J. Lanning
- Lila Lapanja
- Maureen Lebel
- Alex Leever
- Ted Ligety
- Hilary Lindh
- Libby Ludlow

## M
- Scott Macartney
- Alli Macuga
- Lauren Macuga
- Phil Mahre
- Steve Mahre
- Julia Mancuso
- Patricia Mangan
- Wiley Maple
- Anna Marno
- Felix McGrath
- Megan McJames
- Alice McKennis
- Tamara McKinney
- Brian McLaughlin
- Alice Merryweather
- Andy Mill
- Andrew Miller
- Bode Miller
- Tommy Moe
- Paula Moltzan
- Sam Morse

## N
- Kyle Negomir
- Warner Nickerson
- Jeremy Nobis
- Shannon Nobis
- Steven Nyman

## O
- Cindy Oak
- Bob Ormsby

## P
- Foreste Peterson

## R
- River Radamus
- Kyle Rasmussen
- Daron Rahlves
- Allie Resnick
- Benjamin Ritchie
- Hig Roberts
- Diann Roffe-Steinrotter
- Laurenne Ross
- Nicola Rountree-Williams
- Brennan Rubie
- Katie Ryan

## S
- Sarah Schleper
- Erik Schlopy
- Jett Seymour
- Tiger Shaw
- Mikaela Shiffrin
- Leanne Smith
- George Steffey
- Resi Stiegler
- Picabo Street
- Marco Sullivan
- Ava Sunshine

## T
- Edith Thys
- Eva Twardokens

## V
- Lindsey Vonn

## W
- Andrew Weibrecht
- Jacqueline Wiles
- Alix Wilkinson
- Luke Winters
- Isabella Wright

## Z
- Jake Zamansky
- Zoe Zimmermann